# Mokre (obwód wołyński)
Mokre (ukr. Мо́кре) – wieś na Ukrainie w rejonie kowelskim, obwodu wołyńskiego. Liczy 785 mieszkańców.
Do 2020 w rejonie starowyżewskim.